# Port St. Lucie

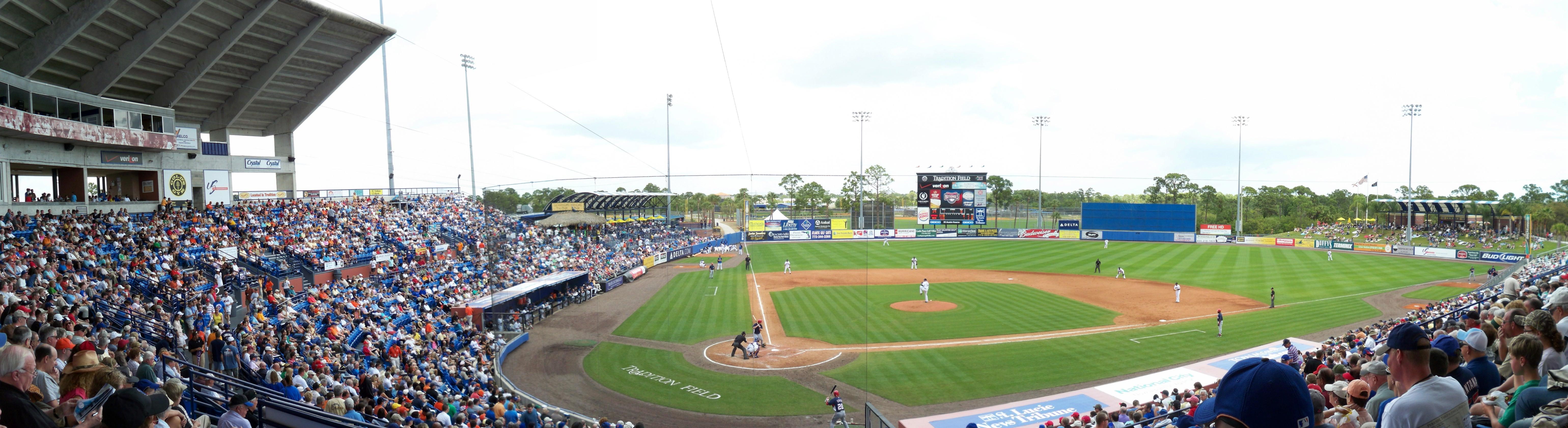
Stadion baseballowy Clover Park.

Położenie w stanie Floryda

Port St. Lucie – miasto w Stanach Zjednoczonych, w stanie Floryda, w hrabstwie St. Lucie, nad Atlantykiem. Zostało założone w 1961 roku i jest stosunkowo młodym miastem. W 2019 roku Biuro Spisu Ludności Stanów Zjednoczonych oszacowało populację na 201 858 mieszkańców i tym samym jest siódmym co do wielkości miastem na Florydzie.

## Demografia
Według danych z 2019 roku 73,8% mieszkańców stanowiła ludność biała (56,6% nie licząc Latynosów), 15% to Afroamerykanie, 4,1% miało rasę mieszaną, 2,9% to Azjaci i 0,4% to rdzenna ludność Ameryki. Latynosi stanowili 21,8% ludności miasta.
Poza osobami pochodzenia afroamerykańskiego, do największych grup należą osoby pochodzenia irlandzkiego (13,9%), włoskiego (11,7%), niemieckiego (9,4%), „amerykańskiego” (8,4%), portorykańskiego (7,6%), haitańskiego (5,1%), angielskiego (4,8%), jamajskiego (3,5%) i polskiego (3,0%).

## Religia
W 2020 roku największymi grupami religijnymi w aglomeracji były:
- Kościół katolicki – 114 231 członków w 15 parafiach
- ewangelikalizm bezdenominacyjny – 30 668 członków w 62 zborach
- Południowa Konwencja Baptystów – 10 638 członków w 53 zborach
- Kościoły zielonoświątkowe i uświęceniowe (głównie Kościół Boży i Kościół Nazareński) – ponad 10 tys. członków w 71 zborach
- świadkowie Jehowy – 8218 wyznawców w 30 zborach
- Zjednoczony Kościół Metodystyczny – 6452 członków w 9 kościołach.